# Альціон вогнистий
Альціон вогнистий (Halcyon coromanda) — вид сиворакшеподібних птахів родини рибалочкових (Alcedinidae).

## Поширення
Ареал виду простягається від північно-східної Індії до Кореї та Японії на сході, через Південно-Східну Азію, досягаючи Філіппін і Великих Зондських островів. Північні гніздові популяції на зиму мігрують на південь аж до Борнео. Живе у помірних і тропічних лісах, досягаючи джунглів і густих вологих лісів.

## Опис
Тіло завдовжки приблизно 25 см. Верхня частина тіла має червонувато-коричневий колір, який темніє до фіолетових тонів на хвості та крилах і коричних тонів на нижній частині. Круп райдужно-блакитний. Довгий дзьоб і ноги червоні. Є певний статевий диморфізм, оскільки забарвлення самців дещо інтенсивніше.

## Спосіб життя
Харчується рибою, ракоподібними, великими комахами, жабами та іншими земноводними. Зазвичай трапляється поодинці або парами.

## Підвиди
- H. c. coromanda (Latham, 1790) — Непал, Сіккім, Бутан, Західна Бенгалія, Бангладеш, Північна Бірма та південний захід Китаю на схід до Макао. Зимує на Малайському півострові , Суматрі та Яві.
- H. c. major (Temminck & Schlegel, 1848) — Японія, від Хоккайдо до околиць Кіото, Південна Корея та північний схід Китаю, головним чином у прибережних низовинах Ляонін, Хебей і Шаньдун. Перелітні птахи зустрічаються у східному Китаї, Тайвані, островах Рюкю, Філіппінах, Сулавесі та рідко Борнео.
- H. c. bangsi (Oberholser, 1915) —  острови Рюкю. Зимує на Філіппінах.
- H. c. mizorhina (Oberholser, 1915) — Андаманські острови, південно-західна Бірма
- H. c. minor (Temminck & Schlegel, 1848) —  півострів Малайзія на південь до Сінгапуру, островів Ріау, Суматри, островів Ментавай, Бангка та Белітунг, Західної Яви та Борнео.
- H. c. linae Hubbard & duPont, 1974 — Палаван і Таві-Таві (південний захід Філіппін).
- H. c. claudiae Hubbard & duPont, 1974
- H. c. rufa Wallace, 1863 — Сулавесі та його прибережні острови Сангіхе, Бутон і Муна.
- H. c. pelingensis Neumann, 1939 — острів Пеленг (Індонезія).
- H. c. sulana Mees, 1970 — острови Сула